# Kostel svatého Mikuláše (Nepomyšl)
Kostel svatého Mikuláše je římskokatolický kostel zasvěcený svatému Mikuláši v Nepomyšli v okrese Louny. Od roku 1964 je chráněn jako kulturní památka. Gotický kostel byl založen ve 14. století, ale dochovaná podoba je výsledkem barokních a pozdějších úprav. Hodnotné jsou fragmenty gotických maleb v interiéru.

## Historie a stavební vývoj

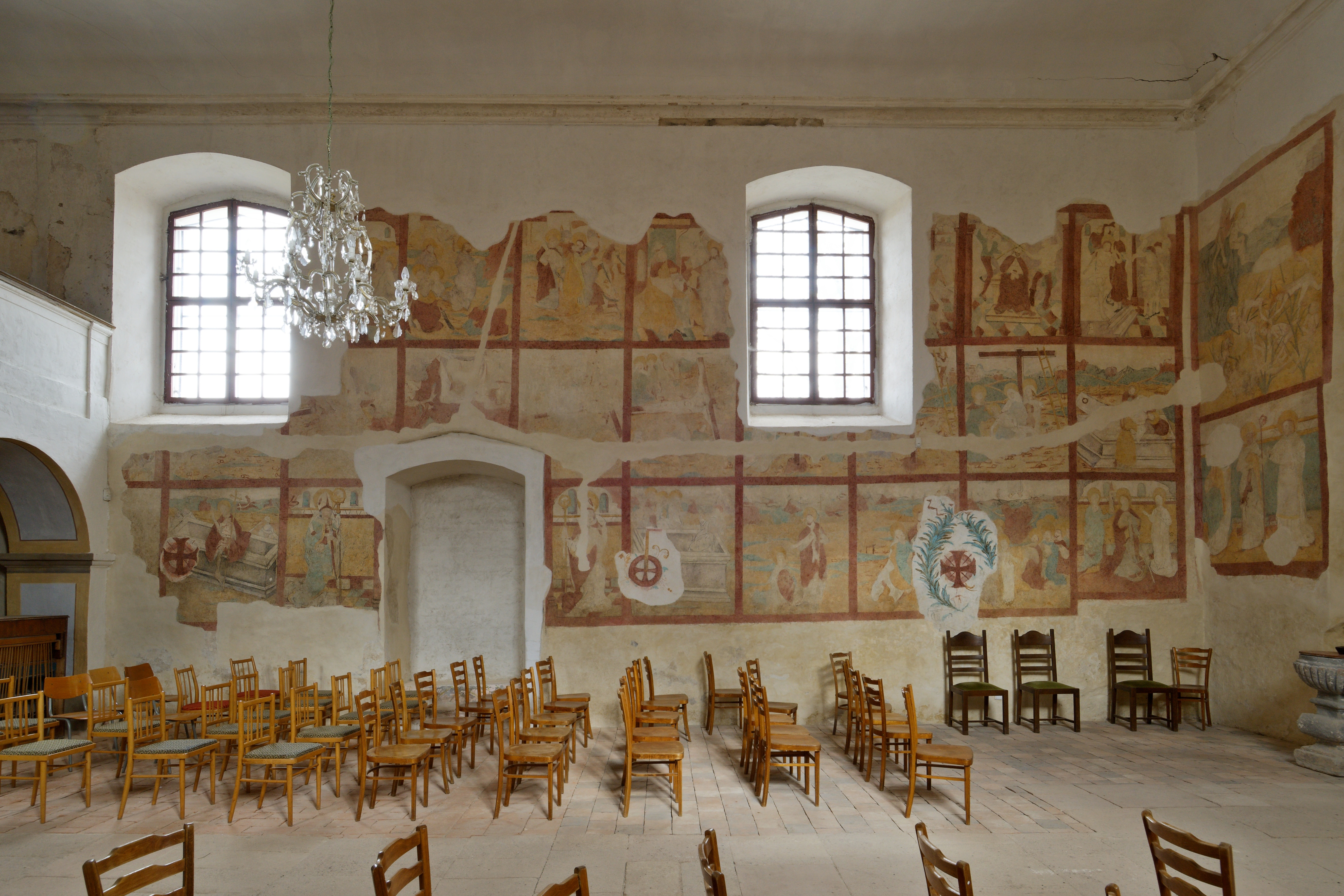
Christologický cyklus na severní stěně lodi, po 1450

Nejstarší písemná zmínka o kostele je obsažena v konfirmačních knihách a vztahuje se k roku 1361. Tehdy si vyměnili místa dosavadní farář v Nepomyšli Jakub a farář z Hoštky Jan. Patronátní právo k nepomyšlskému kostelu měl tehdy Petr z Janovic, významný šlechtic, majitel blízkého Petrohradu. Podle register papežských desátků platil kostel v letech 1369–1405 celkem 15 grošů ročně. V té době měl patřit do žlutického děkanátu. Podle soupisu poddaných podle víry z roku 1651 nebyla fara obsazena a bohoslužby konal kněz odjinud. Kostel ale stále měl své jmění v podobě kapitálu a pozemků. V roce 1662 byla nepomyšlská fara obnovena. Za prvního duchovního správce byl ustanoven Johann Konrad Holzapfel.
Podle podoby stavby a některých architektonických článků lze stavbu kostela uvést do souladu s první písemnou zmínkou o něm, tedy do poloviny 14. století. Z té doby pochází loď, presbytář a přízemí věže. Na základě archeologického výzkumu, prováděného ve 2. desetiletí 21. století Vojtěchem Peksou, je pravděpodobné tvrzení, že stávající kamenný kostel měl dřevěného předchůdce.

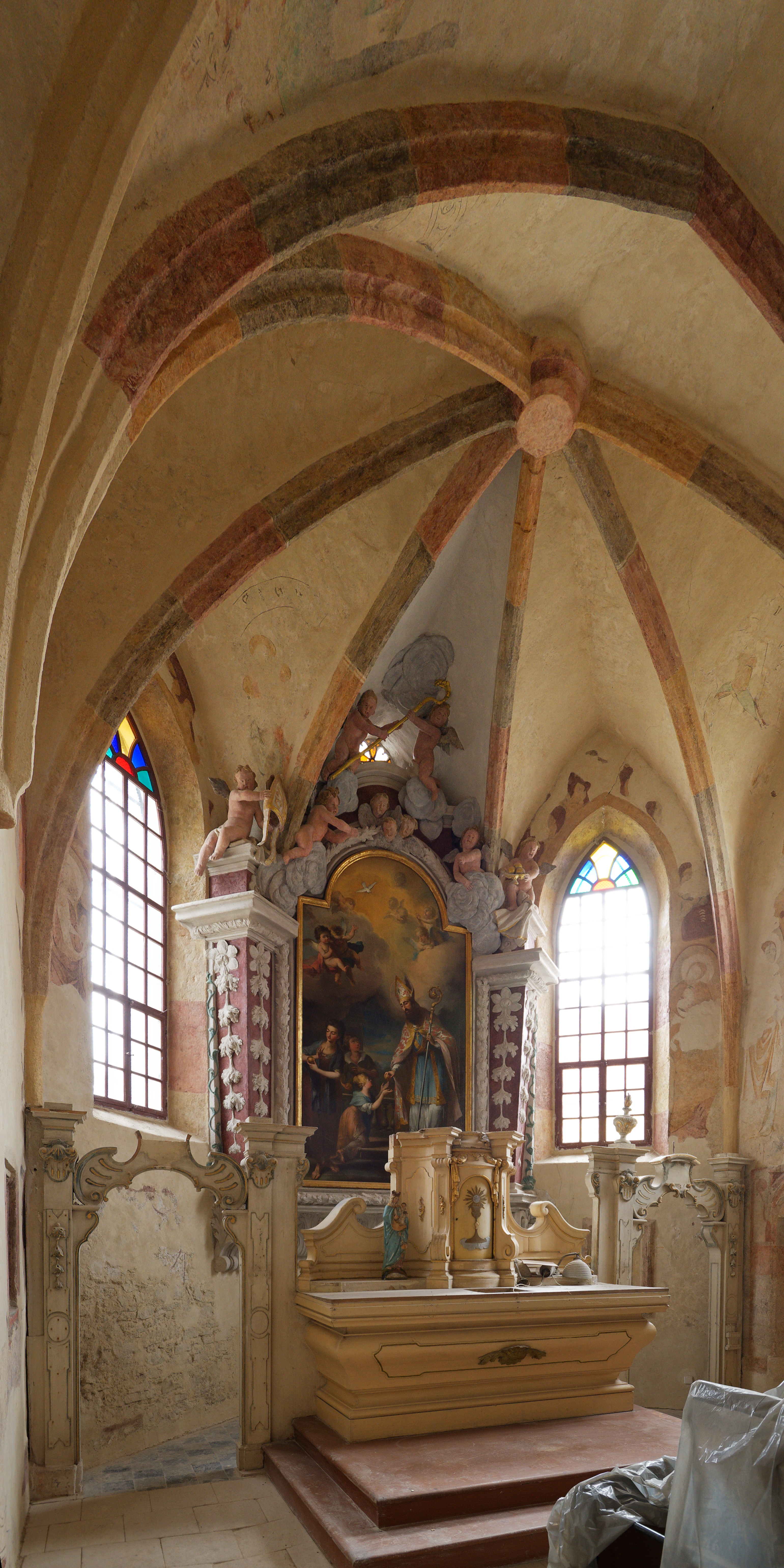
Klenba presbytáře

Studium písemností nepomyšlského velkostatku umožnilo přesné datování barokní přestavby kostela. Došlo k ní v letech 1706–1708. Při ní byly zřízeny nové severní a jižní portály lodi a sakristie, navýšeno zdivo presbytáře a lodi a postavena věž. Původní lomená gotická okna byla nahrazena těmi stávajícími. Přístavek presbytáře v podobě oratoře je zřejmě pozdější, ale pochází rovněž z 18. století.
Během druhé poloviny 20. století kostel chátral a v roce 2007 byl uzavřen, a dokonce mu hrozila demolice. V roce 2011 kostel od římskokatolické církve získal městys Nepomyšl a následujícího roku zahájil rekonstrukční práce. Roku 2015 byla obnovena zelená fasáda kostela, která respektovala barevnou úpravu z roku 1895.

## Stavební podoba
Kostel je jednolodní stavba s obdélným půdorysem a pětiboce uzavřeným presbytářem podepřeným opěráky. V západním průčelí stojí hranolová věž s předsíní v přízemí a k severní straně presbytáře je přiložena sakristie s plochým stropem. Fasády jsou rozčleněné lizénami a segmentově zakončenými okny, která jsou zvýrazněna jednoduchými zalomenými šambránami. Strop v lodi je plochý a zdobený štukovým rámcem z první poloviny osmnáctého století. V západní části stojí zděná kruchta podklenutá třemi poli křížové klenby. Presbytář je od lodi oddělený mírně hrotitým vítězným obloukem a zaklenutý křížovou klenbou.

## Interiér

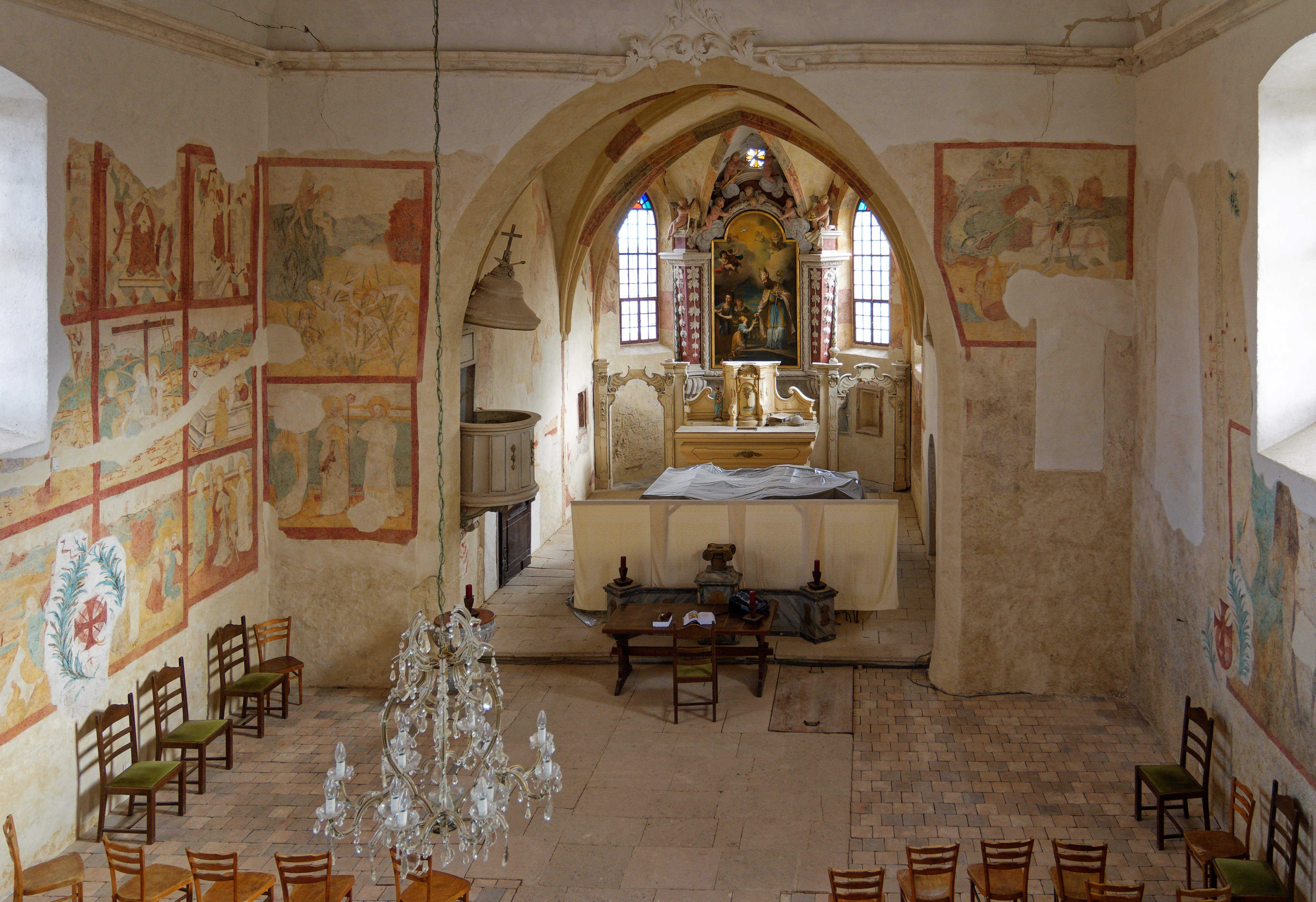
Pohled do interiéru z kůru

Hlavní portálový oltář je zděný a zdobí ho obraz od malíře Ludvíka Kohla darovaný kostelu v roce 1782. Zařízení doplňuje kamenná barokní křtitelnice, v níž je uložená cínová mísa původní křtitelnice z roku 1578. V presbytáři je osazený dětský figurální náhrobník Ludmily z Doupova z roku 1598. Ve věži jsou zvony z let 1592 a 1596, které nechali pro kostel pořídit bratři Štampachové ze Štampachu, kterým v té době Nepomyšl patřila.

### Nástěnné malby
V roce 2013 byly v kostele kromě gotických architektonických článků objeveny ve dvou vrstvách i středověké nástěnné malby. Rok nato zahájili Michal Šelemba a Jan Frühauf jejich restaurování.
V presbytáři byly odhaleny dvě vrstvy maleb. Starší z nich lze datovat do období stavby kostela, tedy třetí čtvrtiny 14. století. Mezi okny presbytáře jsou stojící postavy světců, z nichž bylo možné identifikovat pouze apoštola Matěje. Mladší vrstvu výzdoby lze datovat do doby po roce 1450. Z této doby pocházejí  vyobrazení svatého biskupa a světice nebo světce s knížecí čapkou na severní straně presbytáře. Je možné, že se jedná – vzhledem k černé benediktinské řeholní kápi – o svatého Vojtěcha, druhá postava nabízí více možností (sv. Ludmila, sv. Vít, sv. Václav). Na jižní straně presbytáře lze spatřit anděla s nápisovou páskou se slovy "Ave" a "Gratia". Naproti andělovi, snad archandělu Gabrielovi, je fragment ženské hlavy, snad Panny Marie. Klenba presbytáře nese na klenebních polích obrazy čtyř zvířat, symbolů evangelistů. Na stěnách lodi se nachází fragment christologického cyklu rovněž z doby po roce 1450.
Na zdi u vítězného oblouku jsou umístěny výjevy Umučení deseti tisíc rytířů a svatého Jiří bojujícího s drakem. Na jižní zdi se nachází malba svatého Kryštofa. Restaurování maleb v lodi probíhalo až do konce roku 2020. Odkryv a restaurování nástěnných maleb v kostele byly v roce 2021 vyznamenány cenou Patrimonium pro futuro za rok 2020, kterou udílí Národní památkový ústav (kategorie Restaurování památky).

## Galerie

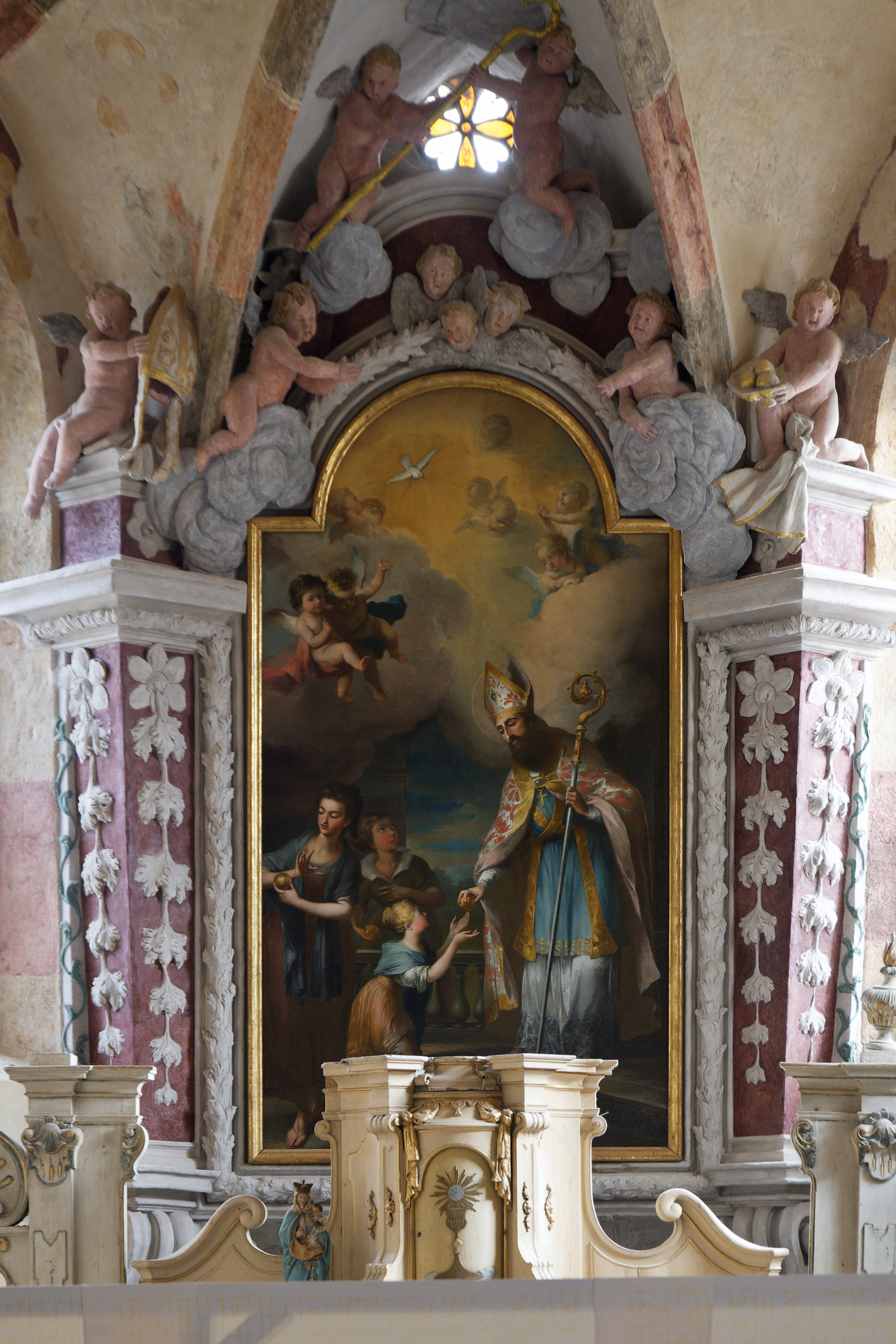
Oltářní obraz se sv. Mikulášem od Ludvíka Kohla
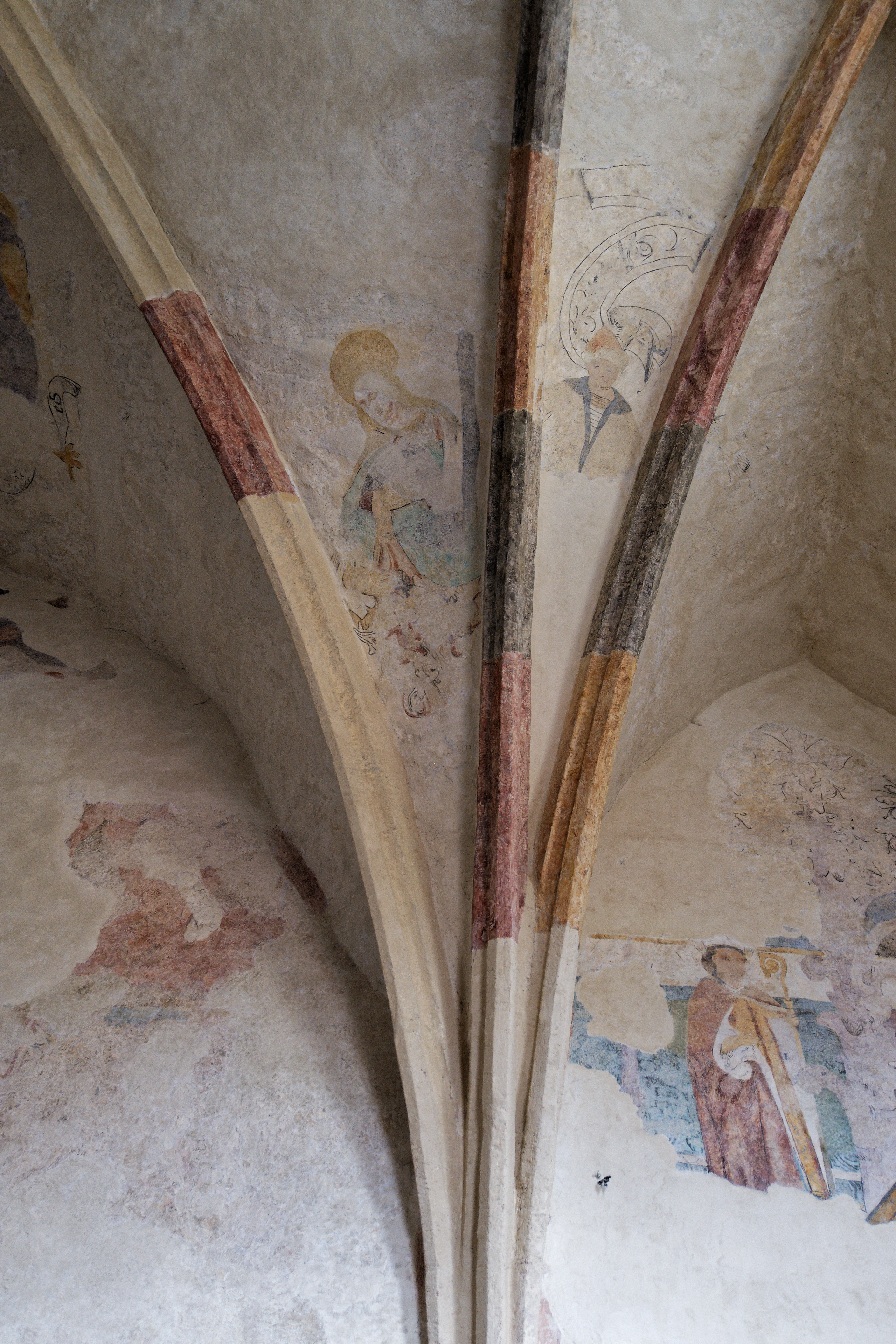
Malby světců ze 14. století na klenbě presbytáře
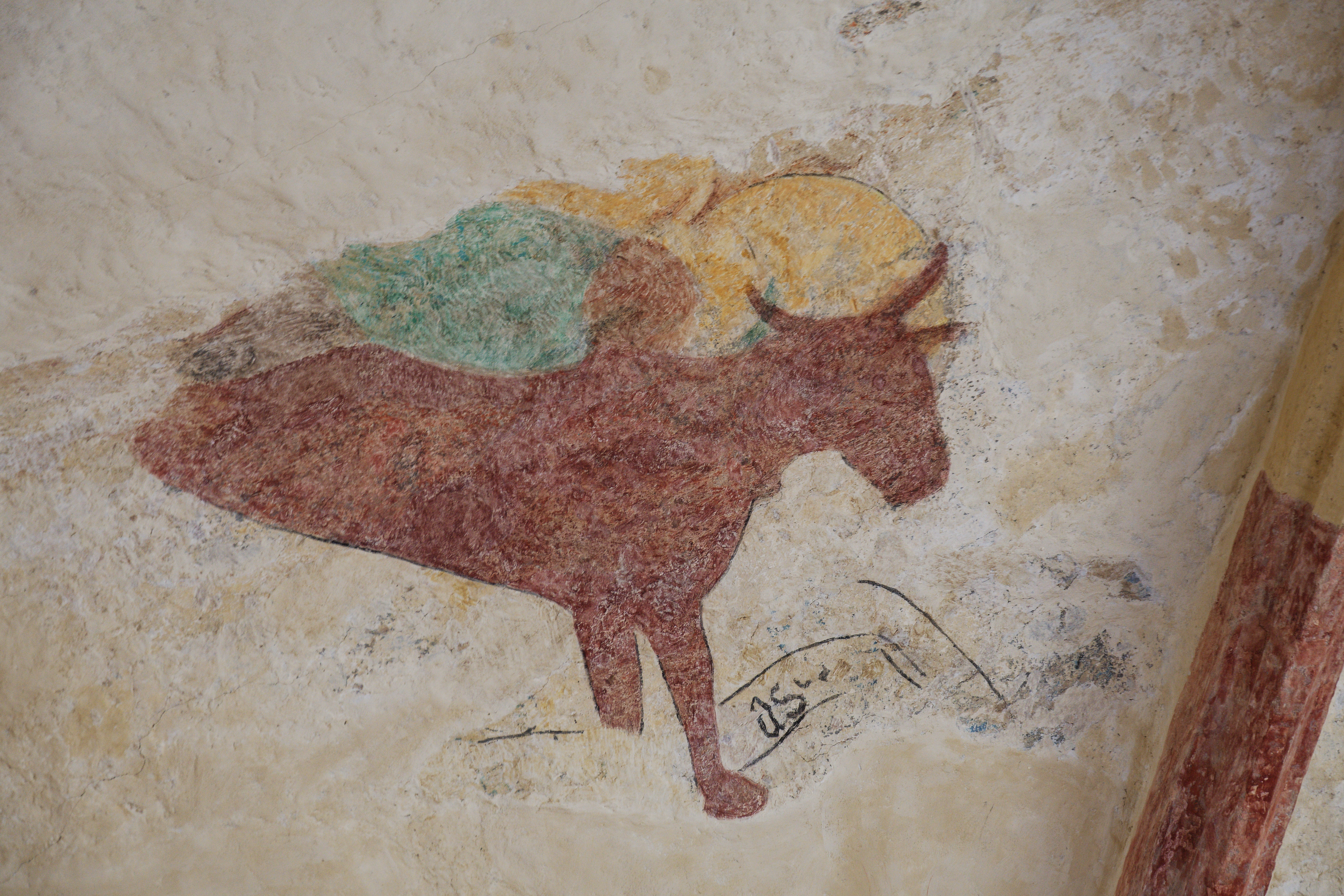
Býk – symbol evangelisty Lukáše na klenbě presbytáře
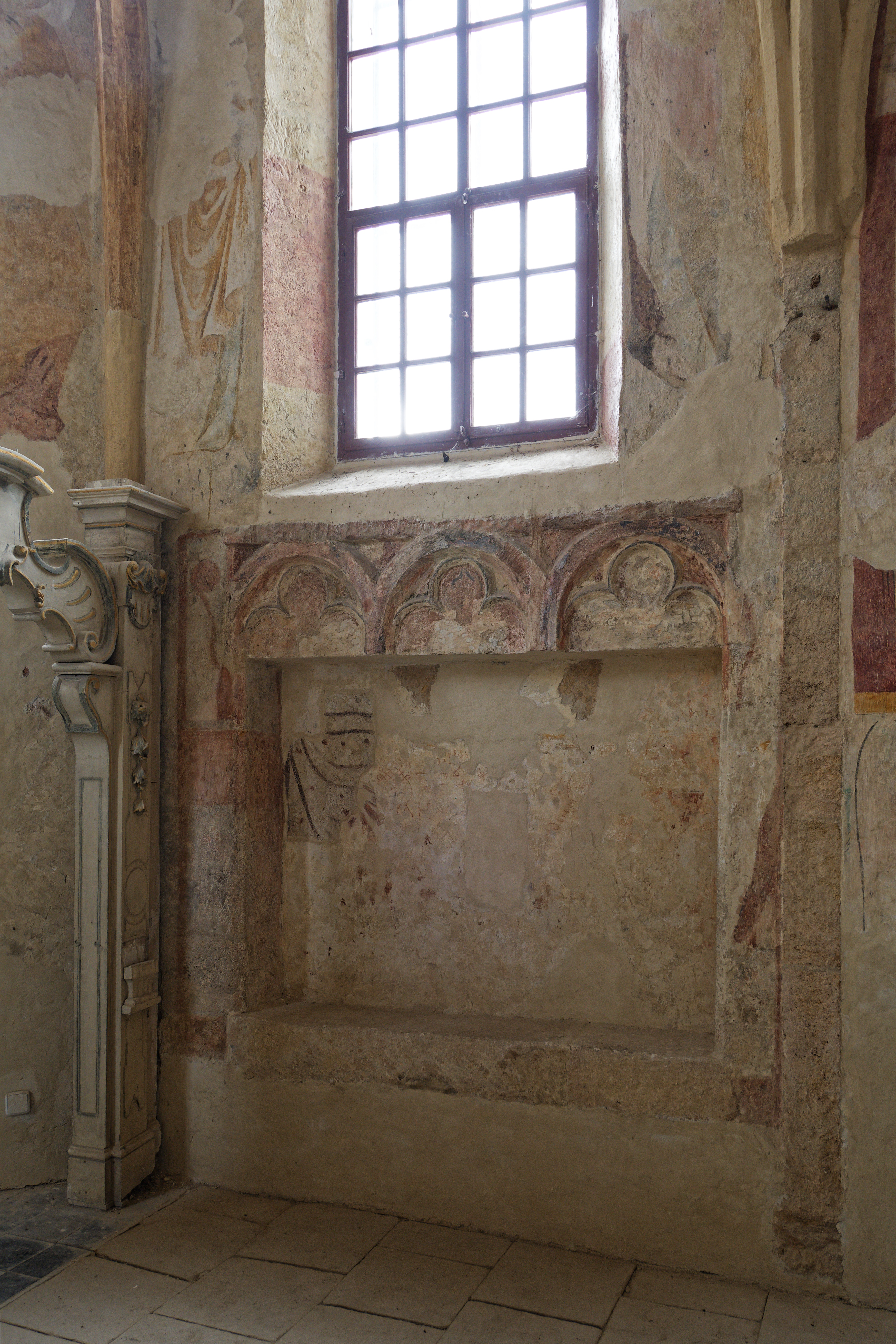
Gotické sedile v presbytáři
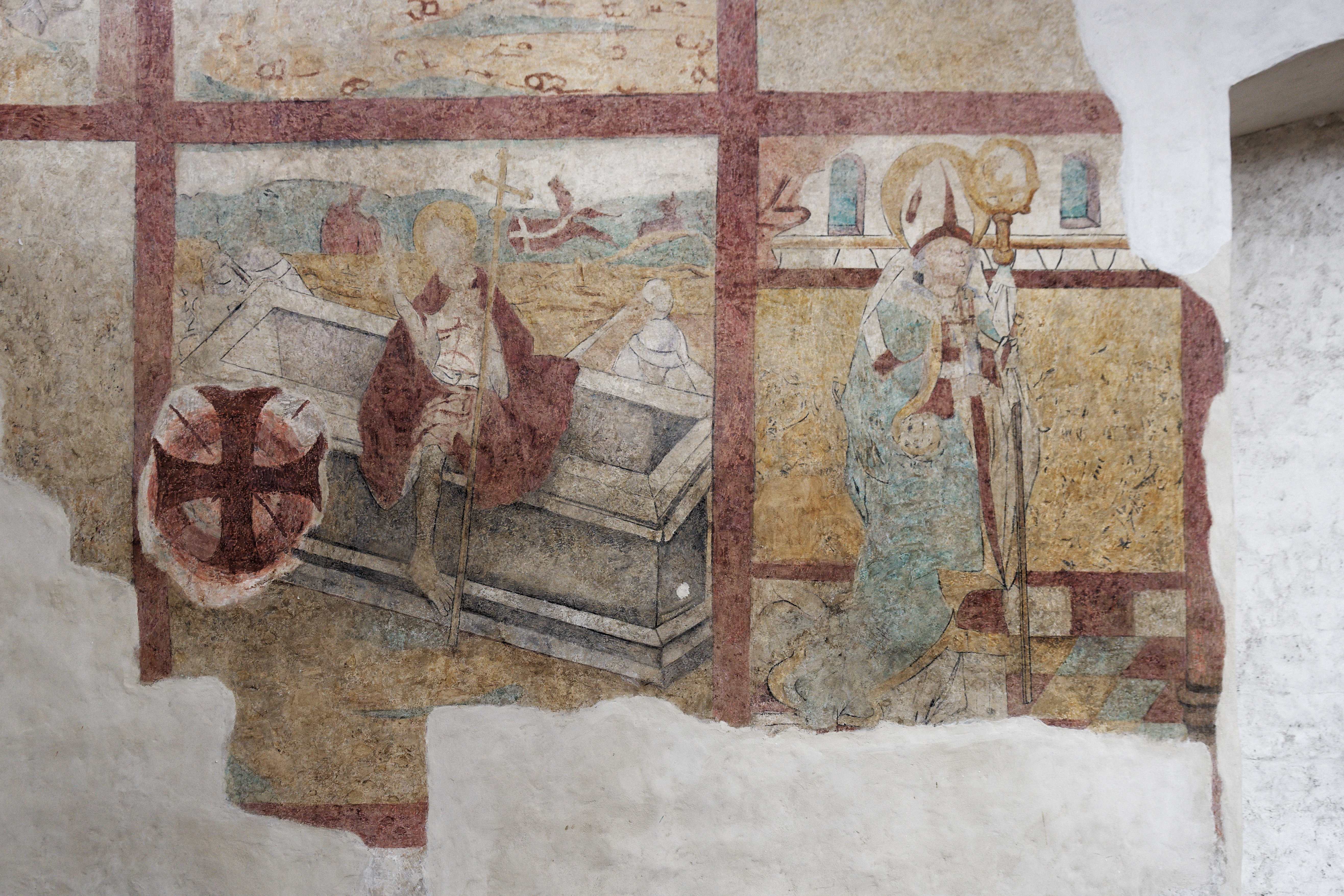
Zmrtvýchvstání na severní stěně lodi
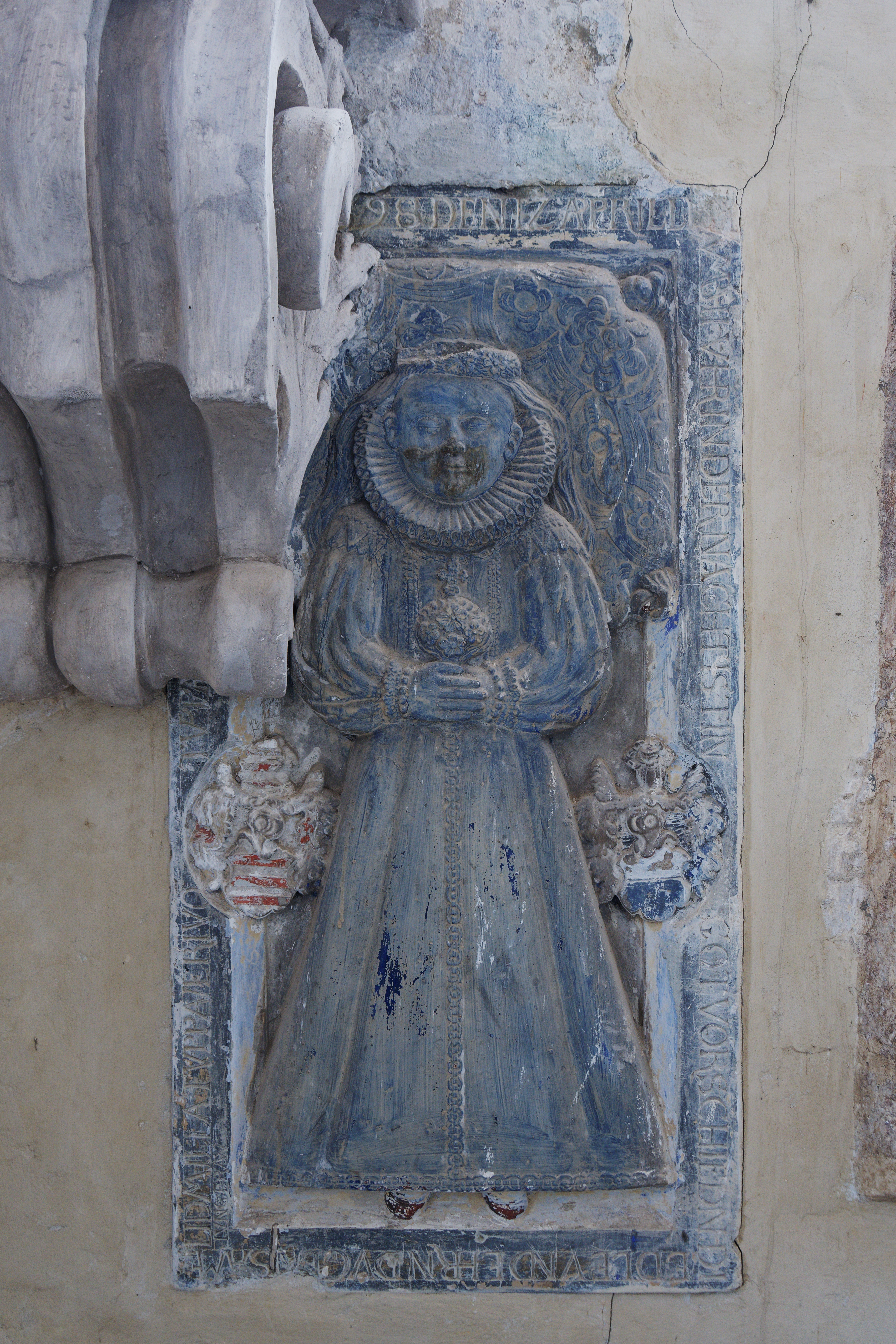
Epitaf Ludmily Doupovské z Doupova z roku 1598
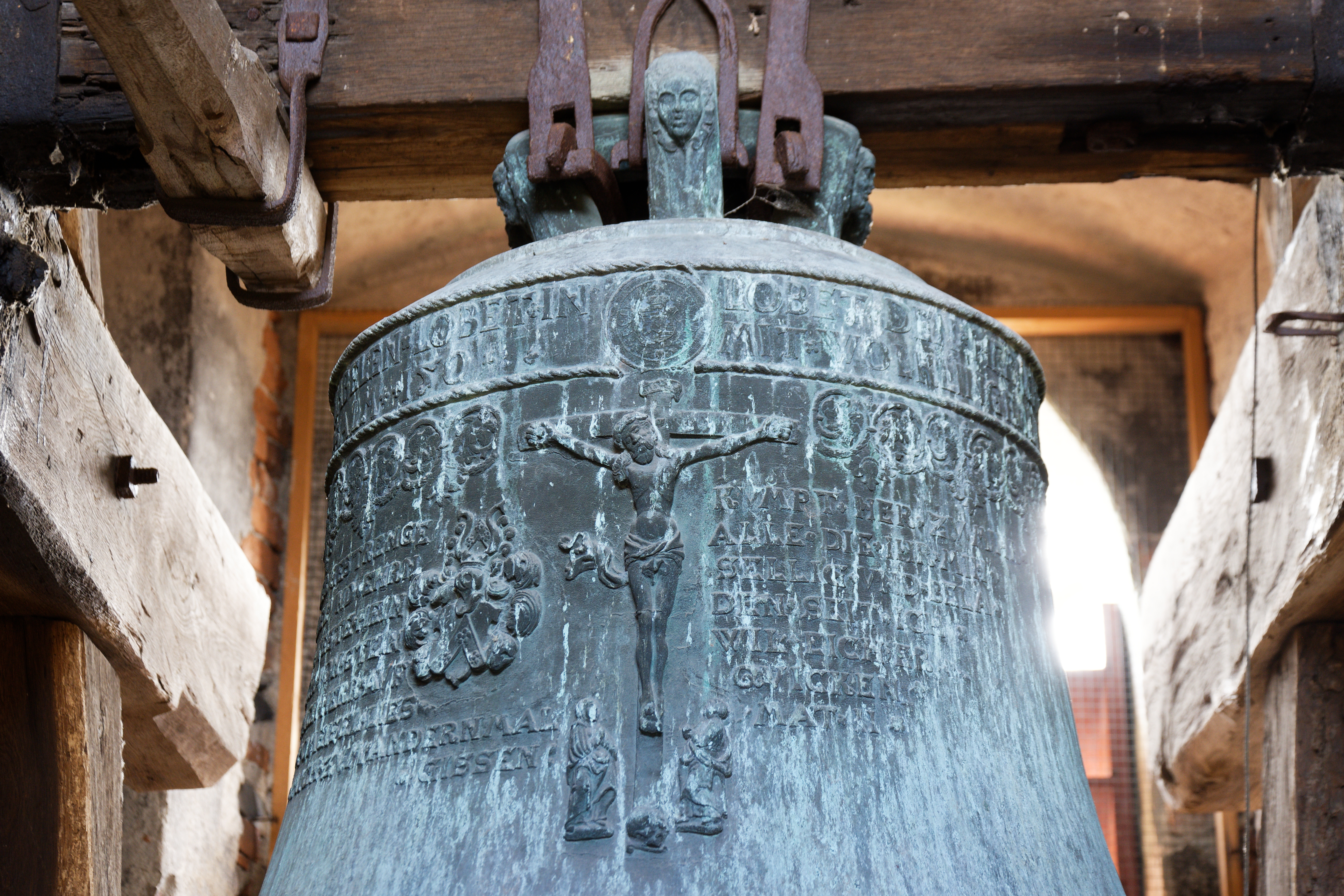
Jeden ze zvonů ze 16. století
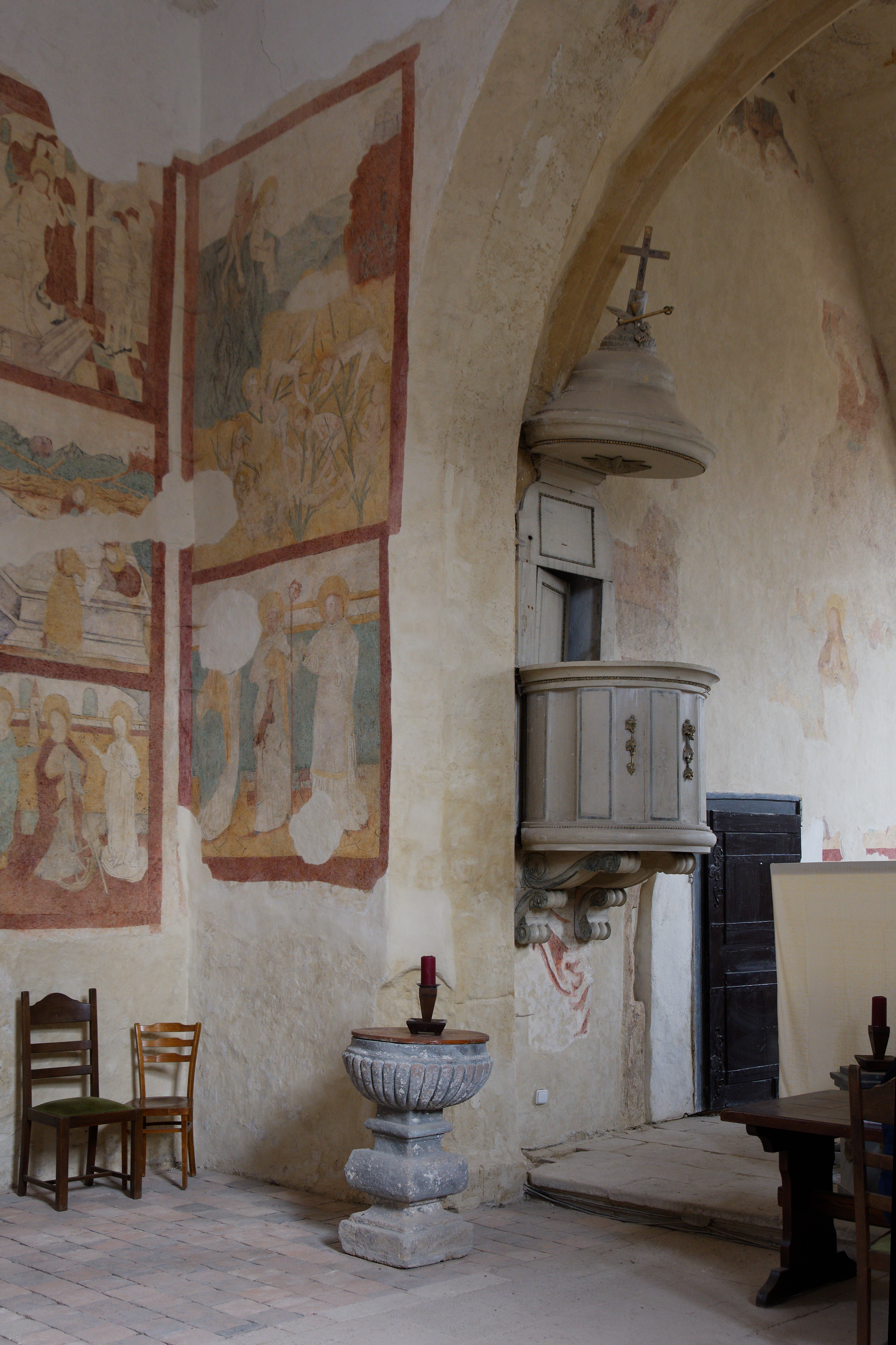
Kazatelna a křtitelnice z roku 1576